# EURO おニャン子
『EURO おニャン子』（ユーロ おにゃんこ）は、おニャン子クラブのリミックス・アルバム。2000年9月20日発売。発売元はポニーキャニオン。規格品番：PCCA-01469。

## 解説
女性アイドルグループ、おニャン子クラブ及び派生音楽ユニットのシングルA面曲をユーロビートにリアレンジした企画アルバム。歌手名義はおニャン子クラブであるが、収録されているのはおニャン子クラブ名義が1曲、うしろゆびさされ組名義が2曲、うしろ髪ひかれ隊名義が1曲で、実際はうしろゆびさされ組が多く収録されている。
本作品が発売された2000年は、パラパラの第3次ブームと定義される時期である。初回生産分のCDパッケージ内には、ディスコ「Twin Star」のイベント優待券が封入された。
同時に『EURO 工藤静香』（PCCA-01468）が発売。

## 収録曲
1. セーラー服を脱がさないで（3:32）
  - 作詞: 秋元康、作曲: 後藤次利、リミックス: Seiji Honma
2. うしろゆびさされ組（5:09）
  - 作詞: 秋元康、作曲: 後藤次利、リミックス: REMO-CON TAMURA
3. 渚の『・・・・・』（5:02）
  - 作詞: 秋元康、作曲: 後藤次利、リミックス: Seiji Honma
4. あなたを知りたい（4:27）
  - 作詞: 秋元康、作曲: 後藤次利、リミックス: REMO-CON TAMURA

## 関連作品
- EURO 工藤静香